# Révolution en jean
Pour un article plus général, voir Révolutions de couleur.

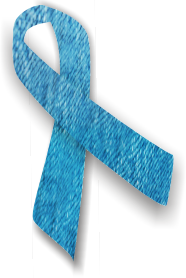
Ruban en jean - un symbole de solidarité avec le mouvement démocratique en Biélorussie.

La révolution en jean, ou révolution bleue, est une tentative avortée de révolution pacifique en Biélorussie menée par le Zubr et soutenue par les États-Unis dans le but de mener à la destitution du président Alexandre Loukachenko. La dénomination « révolution en jean » renvoie à la chemise brandie par un opposant du nom de Mikita Sasim[source insuffisante] à Minsk en 2005 (depuis, les jeunes militants portent une bande de blue-jean en brassard).

## Contexte
Alexandre Loukachenko est un proche allié de Moscou. La Russie espère tirer profit de la situation géographique de la Biélorussie en tant que route d’exportation pour son gaz naturel vers l'Europe. De même, la crainte d'une réunification des deux pays et du rétablissement du lien politique qui existait du temps de l’Union soviétique, alarme les Américains.
Les premiers signes de la volonté d’intervention de Washington en Biélorussie datent de septembre 2001. Alors que le président sortant, Alexandre Loukachenko, se représente, les médias occidentaux le décrivent sous les traits d'un « dictateur » et qualifient son régime de « tyrannique ». George W. Bush promet de financer la révolution en Biélorussie. En décembre 2004, lors des événements de Kiev, des activistes biélorusses du Zubr prenaient d'ailleurs une leçon pratique auprès des étudiants ukrainiens.
La National Endowment for Democracy a dépensé des millions de dollars pour renverser le régime d'Alexandre Loukachenko,. Robert Fielding, un représentant de l’AFL-CIO, travaillant pour le compte de la National Endowment for Democracy, est « accusé de fomenter un coup d’État avec l’opposition en cas de réélection de M. Loukachenko »,, il est renvoyé aux États-Unis.

## L'opposition
Zubr (Bélarus : ЗУБР) est une organisation de droits civiques, proche des idées occidentales, qui a été créée en 2001 dans le but de renverser le régime du président Alexandre Loukachenko. Inspirée du mouvement Otpor et des idées de Gene Sharp, elle a obtenu une reconnaissance internationale quand en 2005, Condoleezza Rice rencontra ses dirigeants en Lituanie. L'organisation a atteint 5 000 militants, 1 000 bénévoles et un réseau de coordinateurs dans 152 villes. En six mois, l'audience du Zubr a grandi à Minsk et dans quelques grandes villes. Elle n'est toutefois pas comparable à celle d'Otpor en Serbie, même si, de toute évidence, les jeunes Biélorusses ont bénéficié comme les jeunes Serbes d'un soutien américain sous forme de conseils, de stages à l'étranger et d'aide matérielle. « 70 % des gens n'en ont pas entendu parler, 2 % se disent pour et 11,5 % plutôt pour, résume le sociologue Vladimir Dorokhov. Même dans l'opposition, beaucoup n'aiment pas leur esthétique et détestent les graffitis ».
Le 5 mars, le Zubr commence sa première action en déployant devant le palais présidentiel une banderole sur laquelle il est écrit : « Les kidnappeurs doivent répondre de leurs actes ». L'un des manifestants est arrêté et condamné à quinze jours de prison.
Des activistes mènent notamment deux campagnes civiques, Khopits ! (Assez !) et Za Svabodu (Pour la liberté), qui aboutissent à l’organisation d’un concert de rock avant les élections et à l’installation, sur la Place d’Octobre, d'un village de tentes appelé   « village de la liberté » au moment des manifestations postélectorales.

## Répression
Dès le début de la campagne des élections présidentielles, les manifestations prennent de l'ampleur, amenant aussi le pouvoir à durcir la répression. Le 7 janvier 2005, le président Alexandre Loukachenko déclare qu’il n’y aura pas, au Belarus, de « révolution rose », « orange », ou « de la banane ».
Les militants du Zubr, que les médias biélorusses assimilent à un groupe de « voyous caucasiens avinés »,  sont exclus des universités et ne peuvent plus continuer leurs études.
Le dimanche 19 décembre 2010, jour de la proclamation des résultats du scrutin, de nombreuses manifestations protestant contre la falsification des résultats se mettent à tout casser. Des portes et des fenêtres du siège gouvernemental sont brisées. Ce soir là, les policiers anti-émeutes arrêtent 639 opposants. L'Union européenne et les États-Unis condamnent la vague de répression. Alexandre Loukachenko déclare que les protestations de l'opposition contre sa réélection sont du « banditisme » et les manifestants des « vandales ». « Il n'y aura pas de révolution ni de criminalité en Biélorussie ».

## Conséquences
Le président Alexandre Loukachenko reste très populaire en Biélorussie,  notamment parce que le niveau de vie des Biélorusses leur semble assez bon. Les élections de 2006 voient la réélection d'Alexandre Loukachenko avec 82,6 % des voix, son principal opposant Alexandre Milinkevitch n’obtenant officiellement que 6,1 % des voix.
Le 22 décembre 2010, alors que la Russie entend « ne pas commenter cette élection qui est un évènement interne à la Biélorussie et externe à la Fédération russe », le président de la République ukrainienne, Viktor Ianoukovytch reconnaît la victoire de Loukachenko et « félicite le vainqueur, M. Loukachenko, pour sa victoire dans cette élection », tandis que le président de la République du Kazakhstan, Noursoultan Nazarbayev, « salue la victoire de Loukachenko et le reconnaît vainqueur de l'élection présidentielle ».
À la suite de la victoire de Loukachenko, le Zubr cesse son existence en Biélorussie.